# Back on Track (Humble Pie)
Back on Track è l'undicesimo album degli Humble Pie, pubblicato dalla Atco Records nel 2001.

## Tracce
1. Dignified – 3:28
2. Real Thing – 3:36
3. Trouble – 4:07
4. Ain't No Big Thing – 3:56
5. Stay One More Night – 5:20
6. Still Got a Story to Tell – 4:12
7. All I Never Needed – 3:23
8. This Time – 3:34
9. Flat Busted – 3:52
10. Between Old Teddy and Your Mum – 4:16

## Formazione
- Bobby Tench - voce, chitarra
- Dave Colwell - chitarra
- Greg Ridley - basso
- Jerry Shirley - batteria